# Tony Bongiovi
Anthony C. Bongiovi (Raritan, 7 settembre 1947) è un produttore discografico e ingegnere del suono statunitense.

## Biografia
È noto per essere stato il fondatore e co-proprietario degli Power Station Studios, studi di registrazione che egli stesso ricostruì nel 1977. Nel corso della sua carriera, ha prodotto diversi album per artisti come Gloria Gaynor, Talking Heads, Aerosmith, Ramones, Chic, e molti altri. Inoltre, nei primi anni di attività nel mondo della musica, settore di cui Tony si occupa dal 1968, ha lavorato come ingegnere del suono in alcune sessioni di Jimi Hendrix.
È cugino del noto cantante Jon Bon Jovi, leader dei Bon Jovi, gruppo che lo stesso Tony aiutò a sfondare nel mondo della musica, producendo i primi due loro album: l'omonimo Bon Jovi e 7800° Fahrenheit. In particolare, furono di molto aiuto i Power Station Studios, in cui Jon iniziò a registrate le sue prime demo, che mandò a svariate case discografiche, ma senza ottenere risultati. Queste sono state raccolte nel disco The Power Station Years: The Unreleased Recordings, pubblicato nel 2001.